# Crepidorhopalon schweinfurthii
Crepidorhopalon schweinfurthii är en tvåhjärtbladig växtart som först beskrevs av Daniel Oliver, och fick sitt nu gällande namn av Eb. Fischer. Crepidorhopalon schweinfurthii ingår i släktet Crepidorhopalon och familjen Linderniaceae. Inga underarter finns listade i Catalogue of Life.